# Gabriel Debeljuh
Gabriel Debeljuh est un footballeur croate né le 28 septembre 1996 à Pula. Il évolue au poste d'attaquant au Sepsi OSK.

## Biographie
Gabriel Debeljuh débuté en tant que senior dans les ligues inférieures italiennes avec respectivement le Plaisance Calcio, Mantoue 1911 et AC Este.
À l'été 2019, il signe pour le club roumain d'Hermannstadt, où il se fait une place en tant que titulaire et finit la saison avec 32 apparitions et 12 buts. 
En août 2020, il est transféré chez le champion de Roumanie en titre, le CFR Cluj pour 250 mille euros. 

## Palmarès
| CFR Cluj - Championnat de Roumanie (2) : - Champion : 2020-21 et 2021-22. - Supercoupe de Roumanie (1) : - Vainqueur : 2020. |